# Viuz-en-Sallaz
Viuz-en-Sallaz – miejscowość i gmina we Francji, w regionie Owernia-Rodan-Alpy, w departamencie Górna Sabaudia.
Według danych na rok 1990 gminę zamieszkiwały 2944 osoby, a gęstość zaludnienia wynosiła 140 osób/km² (wśród 2880 gmin regionu Rodan-Alpy Viuz-en-Sallaz plasuje się na 299. miejscu pod względem liczby ludności, natomiast pod względem powierzchni na miejscu 459.).